# Liste der Seen in Bolivien
Dies ist eine Liste wichtiger Seen und Talsperren in Bolivien. Aufgenommen werden zumindest periodisch wassergefüllte Salz- und Süßwasserseen einschließlich Flachseen und Stauseen.
| Name des Gewässers        | Fläche     | Wassertiefe | Höhe ü. M. | Geographische Lage           | Departamento    | Anmerkungen                             |
| ------------------------- | ---------- | ----------- | ---------- | ---------------------------- | --------------- | --------------------------------------- |
| Uyuni-Salzsee             | 12.000 km² |             | 3.653 m    | 20° 18′ 0″ S, 67° 36′ 0″ W   | Potosí          | Salzsee – fast ganzjährig ausgetrocknet |
| Titicacasee               | 8.288 km²  | 281 m       | 3.810 m    | 15° 50′ 0″ S, 69° 20′ 0″ W   | La Paz          | Größter Süßwassersee Südamerikas        |
| Coipasa-Salzsee           | 2.200 km²  |             | 3.658 m    | 19° 23′ 0″ S, 68° 10′ 0″ W   | Oruro           | Salzsee                                 |
| Poopó-See                 | 1.340 km²  | ≥ 3 m       | 3.686 m    | 18° 33′ 0″ S, 67° 5′ 0″ W    | Oruro           |                                         |
| Huaytunas-See             | 329,5 km²  |             | 146 m      | 12° 55′ 0″ S, 65° 31′ 0″ W   | Beni            |                                         |
| Uru-Uru-See               | 260 km²    | 1,5 m       | 3.686 m    | 18° 4′ 0″ S, 67° 5′ 0″ W     | Oruro           |                                         |
| Laguna Concepción         | 200-58 km² |             | 248 m      | 17° 30′ 0″ S, 61° 23′ 0″ W   | Santa Cruz      |                                         |
| Rogagua-See               | 155 km²    |             | 173 m      | 13° 58′ 0″ S, 66° 59′ 0″ W   | Beni            |                                         |
| Laguna Las Habras         | 73 km²     |             | 136 m      | 12° 45′ 41″ S, 65° 6′ 5″ W   | Beni            |                                         |
| Laguna Conguagua          | 68,6 km²   |             | 160 m      | 15° 49′ 0″ S, 63° 51′ 0″ W   | Beni            |                                         |
| Laguna Colorada           | 60 km²     | ≥ 1,5 m     | 4.560 m    | 22° 11′ 55″ S, 67° 46′ 52″ W | Potosí          |                                         |
| Laguna Nuevo Mundo        | 57,6 km²   |             | 175 m      | 15° 50′ 0″ S, 64° 17′ 0″ W   | Beni/Santa Cruz |                                         |
| Laguna Bellavista         | 25–35 km²  |             | 159 m      | 13° 37′ 0″ S, 61° 32′ 0″ W   | Santa Cruz      |                                         |
| Laguna San Pedro          | 22 km²     |             | 140 m      | 13° 8′ 40″ S, 62° 57′ 12″ W  | Beni            |                                         |
| Corani-See                | 18 km²     |             | 3.250 m    | 17° 16′ 0″ S, 65° 54′ 0″ W   | Cochabamba      | Stausee                                 |
| Laguna Tanguiña           | 12,9 km²   |             | 141 m      | 13° 0′ 50″ S, 62° 52′ 20″ W  | Beni            |                                         |
| Laguna San Francisco      | 12,7 km²   |             | 138 m      | 13° 5′ 57″ S, 62° 57′ 38″ W  | Beni            |                                         |
| Laguna Blanca             | 10,9 km²   |             | 4.350 m    | 22° 48′ 0″ S, 67° 48′ 0″ W   | Potosí          |                                         |
| Laguna La Angostura       | 10,5 km²   |             | 2.700 m    | 17° 32′ 0″ S, 66° 5′ 40″ W   | Cochabamba      | Stausee                                 |
| Laguna Grande             | ca. 8 km²  |             | 3.645 m    | 21° 47′ 29″ S, 65° 5′ 19″ W  | Tarija          | abflusslos                              |
| Laguna Tatarenda          | 5,64 km²   |             | 700 m      | 19° 5′ 40″ S, 63° 29′ 40″ W  | Santa Cruz      | abflusslos                              |
| Laguna Verde              | 5,2 km²    |             | 4.350 m    | 22° 47′ 38″ S, 67° 50′ 16″ W | Potosí          | Heiße Quellen                           |
| Laguna Tajzara            | 4,34 km²   |             | 3.663 m    | 21° 43′ 12″ S, 65° 4′ 10″ W  | Tarija          | abflusslos                              |
| Laguna Khara Kkota        | 2,435 km²  |             | 4.353 m    | 16° 9′ 28″ S, 68° 22′ 21″ W  | La Paz          |                                         |
| Laguna Khotia             | 1,38 km²   |             | 4.451 m    | 16° 7′ 5″ S, 68° 20′ 30″ W   | La Paz          |                                         |
| Laguna San Francisco      | 0,8 km²    |             | 4.492 m    | 15° 56′ 20″ S, 68° 32′ 7″ W  | La Paz          |                                         |
| Laguna Lagunillas (Oruro) | 0,6 km²    |             | 4.114 m    | 19° 13′ 0″ S, 66° 17′ 0″ W   | Oruro           |                                         |
| Laguna Lagunillas (Uncía) | 0,58 km²   |             | 3.938 m    | 18° 32′ 25″ S, 66° 25′ 0″ W  | Potosí          | abflusslos                              |
| Waña Quta                 | 0,5 km²    |             | 4.350 m    | 18° 2′ 44″ S, 68° 56′ 6″ W   | Oruro           | Quellsee des Río Sajama                 |
| Jankho Kkota              | 0,30 km²   |             | 4.701 m    | 16° 4′ 38″ S, 68° 19′ 9″ W   | La Paz          | Quellsee des Río Jacha Jahuira          |
| Laguna Escalerani         | 0,20 km²   |             | 4.207 m    | 17° 11′ 0″ S, 66° 12′ 17″ W  | Cochabamba      | Stausee                                 |
| Jayu Quta                 | 0,12 km²   |             | 3.650 m    | 19° 27′ 49″ S, 67° 25′ 56″ W | Oruro           | Maar                                    |

- Karte mit allen Koordinaten:
- OSM |
- WikiMap